# Franz Guthery
Franz Guthery (25. März 1850 in Bozen, Kaisertum Österreich –  4. Mai 1900 in Berlin) war ein Theaterschauspieler.

## Leben
Guthery, der Sohn von Robert Guthery senior, wurde von seinen Eltern zum Kaufmann bestimmt. Es zog ihn jedoch zum Theater. 1866 debütierte er bei einer reisenden Gesellschaft. 1871 erhielt er sein erstes fixes Engagement in Frankfurt an der Oder. Von 1874 bis 1876 war er in Stettin, 1877 am Stadttheater Magdeburg, 1878 am Stadttheater Bremen und 1879 am Stadttheater Breslau engagiert, von wo er ans Wallnertheater berufen wurde. Dort blieb er bis 1892. Nachdem er gastweise bei Kroll am Berliner Theater und Belle-Alliance-Theater gewirkt hatte, ging er ans Deutsche Theater und danach ans Lessingtheater, wo er bis zu seinem Tode wirkte.
1881 heiratete er die Schauspielerin Anna Meißner. 
Franz Guthery starb am 4. Mai 1900 im Alter von 50 Jahren in Berlin und wurde auf dem St.-Hedwigs-Friedhof an der Liesenstraße beigesetzt. Das Grabmal ist nicht erhalten.